# Tayeb Zitouni (1965)
Pour les articles homonymes, voir Zitouni et Tayeb Zitouni.
Tayeb Zitouni (en arabe : الطيب زيتوني), né en 1965, est un homme politique algérien, secrétaire général du Rassemblement national démocratique (RND) de 2020 à 2023. Il est nommé ministre du Commerce le 16 mars 2023.

## Biographie
Né en 1965, il est ingénieur urbaniste.
Numéro deux de la direction exécutive communale de Oued Koriche nommée en 1992 après la dissolution des conseils communaux, il échappe à une tentative d'assassinat lors de la décennie noire.
Membre du Rassemblement national démocratique (RND), il est ensuite, de 1997 à 2012, président de l'Assemblée populaire communale d'Alger-Centre, à l’issue d’un scrutin contesté par les partis d’opposition en raison de fraudes massives . Il devient ensuite directeur de la Société algérienne des foires et exportations (Safex) en 2015.
Il est exclu du RND en décembre 2016, après être entré en dissidence dès 2012 contre la direction — emmenée par Ahmed Ouyahia qu'il accuse de « méthodes staliniennes » — issue du cinquième congrès, dont il conteste la régularité,.
Le 28 mai 2020, il est élu secrétaire général du RND lors du sixième congrès extraordinaire, succédant à Azzedine Mihoubi qui assurait l'intérim depuis l'incarcération d'Ahmed Ouyahia en 2019.
Le 17 juin 2020, il défend la hausse du prix du carburant par l'augmentation du pouvoir d'achat.
Le 16 mars 2023, il est nommé ministre du Commerce. Il quitte son poste de secrétaire général du RND le 14 octobre 2023.
En avril 2024, face aux flambées des prix de la banane, il préconise d'« inonder le marché » et de réprimer les « spéculateurs », en retirant les licences d'exploitation et en saisissant la justice, alors que la loi prévoit des peines de prison pour la spéculation. En parallèle, le ministre limoge le directeur général de la société de réalisation et gestion des marchés de gros (Magros).